# Vocca
Vocca település Olaszországban, Vercelli megyében. Lakosainak száma 155 fő (2023. január 1.). Vocca Balmuccia, Cravagliana, Postua, Scopa, Varallo Sesia és Borgosesia községekkel határos.

## Népesség
A település népességének változása:
| Lakosok száma | 171  | 165  | 155  |
|               | 2017 | 2018 | 2023 |